# Harmothoe multisetosa
Harmothoe multisetosa är en ringmaskart som först beskrevs av Moore 1902.  Harmothoe multisetosa ingår i släktet Harmothoe och familjen Polynoidae. Inga underarter finns listade i Catalogue of Life.